# St. Josef (Pattendorf)

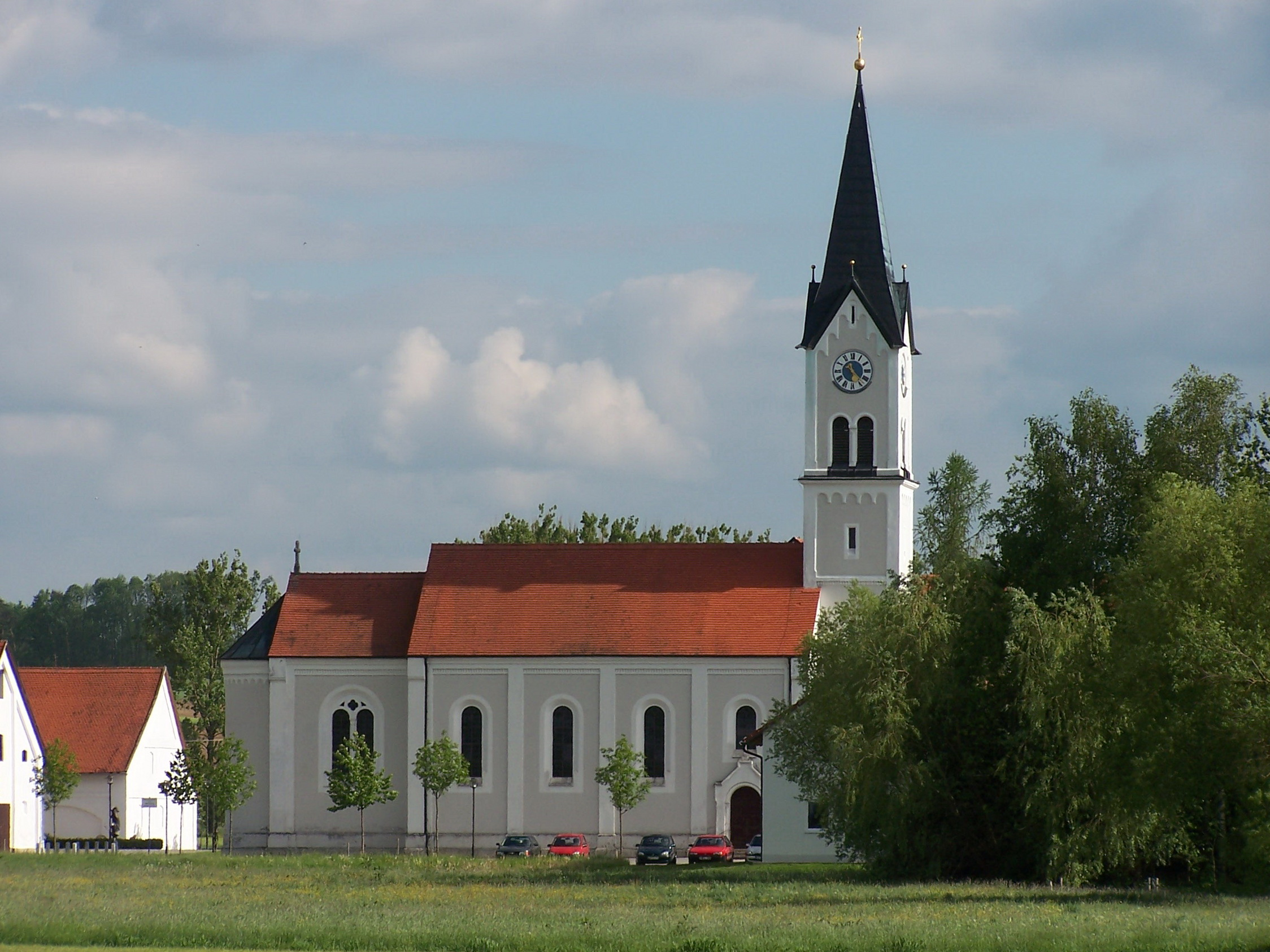
Außenansicht der Spitalkirche St. Josef von Norden

Die römisch-katholische Spitalkirche St. Josef (auch St. Joseph) in Pattendorf, einem Ortsteil der Stadt Rottenburg an der Laaber im niederbayerischen Landkreis Landshut, ist eine neuromanische Saalkirche, die im Jahr 1886 erbaut wurde. Die dem heiligen Josef (Gedenktag: 19. März) geweihte Kirche gehört zur Pfarrei St. Georg in Rottenburg.
Die Geschichte der Kirche ist eng mit der des 1486 gegründeten Spitals Pattendorf verbunden. Dieses besteht bis heute als Alten- und Pflegeheim mit 83 Plätzen fort, das von der Spitalstiftung Pattendorf betrieben wird. Ein weiteres Seniorenheim mit 47 Plätzen wurde im Dezember 2014 in Pfeffenhausen eröffnet.

## Geschichte
Im Frühjahr 1493 stiftete Hans Ebran von Wildenberg für mindestens je zwölf arme, bedürftige Menschen ein Spital in Pattendorf, wo bereits ein von Ludwig dem Bayern und dessen Vater gestiftetes Dominikanerinnenkloster bestanden haben sollen. 1496 bestimmten Hans Ebran und seine Gattin Barbara, eine geb. Paulsdorfer, dass dem Vorsteher des Spitals das Hofmarksgut Pattendorf zum Gebrauch zustehen solle. 1498 stifteten die beiden zusätzlich ein Benefizium in der Spitalkapelle. Nach dem Aussterben der Stifterfamilien fiel das Spital 1623 an den Bischof von Regensburg. Im Dreißigjährigen Krieg kam es in Pattendorf und im Spital zu schweren Verwüstungen.
Nachdem seit 1575 keine urkundlichen Erwähnungen des Spitalbenefiziums mehr zu verzeichnen waren, stiftete es 1728 der Bischof von Regensburg neu. Im 18. Jahrhundert erlebte das Spital eine Blütezeit mit reger Bautätigkeit. Das Spitalgebäude, ein lang gestreckter, zweigeschossiger Walmdachbau mit zunächst zehn Fensterachsen, wurde in dieser Zeit neu erbaut. Ab 1784 wurde von dem Rottenburger Maurermeister Joseph Dirlinger eine neue, größere Spitalkirche erbaut. Markantes Kennzeichen der an das Spitalgebäude angebauten Kirche war ein Dachreiter mit Zwiebelkuppel. Sie wurde mit einem Hochaltar und zwei Holzfiguren des Landshuter Bildhauers Christian Jorhan d. Ä. ausgestattet. Das Altarblatt wurde von dem Landshuter Maler Hans Reither geschaffen. Diese wurde am 18. Mai 1786 der heiligen Elisabeth geweiht. Die alte, mit einem spätgotischen Netzrippengewölbe ausgestattete Spitalkapelle aus der Entstehungszeit der Einrichtung blieb im Inneren des Spitalgebäudes bis zu dessen Abriss im Jahr 1998 erhalten; diese wurde allerdings nicht mehr zu sakralen Zwecken genutzt.
Im Jahr 1809 wurde das Spital während des Fünften Koalitionskriegs von österreichischen und französischen Truppen ausgeplündert. Nach Aufhebung des Hochstifts Regensburg ging das Spital 1812 in den Besitz der königlich-bayerischen Regierung über; die Verwaltung verblieb jedoch beim jeweiligen Benefiziaten. Durch geschicktes Wirtschaften gelangte die Anstalt ab Mitte des 19. Jahrhunderts zu einer neuerlichen Blüte. Das Spitalgebäude wurde in dieser Zeit zweimal nach Westen verlängert. 1871 wurde die Zahl der Pfründner (also der Begünstigten des Spitals) auf 29 erhöht und in den erweiterten Gebäuden eine Erziehungsanstalt für Mädchen ins Leben gerufen. Von 1871 bis 1994 waren die Armen Franziskanerinnen aus dem Kloster Mallersdorf für die Versorgung der Pfründner zuständig. 1886 wurde die alte Spitalkirche St. Elisabeth abgerissen und nördlich der Anstalt die heutige Spitalkirche St. Josef erbaut. Das Gemälde vom Tod des heiligen Josef, das die Westwand der alten Spitalkirche zierte, blieb an der Außenmauer des Spitalgebäudes bis zu dessen Abriss 1998 erhalten. Heute erinnert nur noch ein steinernes Kreuz in der Mitte des Spitalhofs an die frühere Spitalkirche. Eine Inschrift besagt, dass es genau an der Stelle des ehemaligen Hochaltares steht.
Im Ersten Weltkrieg musste in den Räumen des Mädchenhauses ein Kriegsreservelazarett eingerichtet werden. Dies führte im Zusammenhang mit Revolution und Inflation zu einer wirtschaftlichen Misere des Spitals, sodass 1931 das Mädchenhaus geschlossen werden musste. Aufgrund des Gelöbnisses aus dem Zweiten Weltkrieg wird seit 1945 jährlich im Anschluss an einen Gottesdienst in der Spitalkirche die Pattendorfer Gottestracht begangen. Im Jahr 1998 wurde das Spitalgebäude aus dem 18./19. Jahrhundert abgebrochen. Der Verbindungstrakt, der in Richtung Norden zur Spitalkirche zeigt, blieb erhalten. In den Jahren 1999 und 2000 wurde um 15,5 Millionen D-Mark ein Neubau mit 52 Pflegeplätzen und mehreren Aufenthaltsräumen erstellt, der im Dezember 2000 eingeweiht werden konnte. Das Spital Pattendorf wurde dadurch zu einem modernen Alten- und Pflegeheim.

## Ausstattung
Am Hochaltar befinden sich zwei lebensgroße Schnitzfiguren, die der Bildhauer Christian Jorhan d. Ä. 1785 für die alte Spitalkirche St. Elisabeth schuf. Diese stellen die Heiligen Sebastian (links) und Rochus (rechts) dar. Das Altarblatt mit einer Darstellung der heiligen Elisabeth, das 1785 vom Landshuter Maler Hans Reither geschaffen wurde, stammt ebenfalls aus der alten Spitalkirche. Der qualitätvolle Rokoko-Tabernakel wurde Mitte des 18. Jahrhunderts geschaffen. Am Chorbogen sind zwei Gipsabdrücke mit Halbreliefs angebracht, welche das Stifterehepaar Hans Ebran und Barbara Paulsdorfer, jeweils kniend im Gebet, mit deren Wappen darstellen. Am Chorgewölbe der Spitalkirche befinden sich Fresken der vier Evangelisten, die 1947 von dem Münchner Kirchenmaler Josef Wittmann ausgeführt wurden.

### Orgel
Die Orgel der Spitalkirche wurde 1887 von Georg Friedrich Steinmeyer aus Oettingen geschaffen. Das Kegelladeninstrument mit mechanischen Spiel- und Registertrakturen ist hinter einem Neorenaissance-Prospekt untergebracht und besitzt einen freistehenden Spieltisch. Es umfasst acht Register auf einem Manual und Pedal. Die Disposition lautet wie folgt:
| I Manual C–f3 |            |       |
| 1.            | Principal  | 8′    |
| 2.            | Gamba      | 8′    |
| 3.            | Salicional | 8′    |
| 4.            | Octav      | 4′    |
| 5.            | Flöte      | 4′    |
| 6.            | Mixtur     | 2 ⁄3′ |

| Pedal C–d1 |           |     |
| 7.         | Subbaß    | 16′ |
| 8.         | Violonbaß | 8′  |

- Koppeln: I/P
- Spielhilfe: Tutti

## Sonstiges

### Pattendorfer Gottestracht
Am 12. August 1945 wurde unter Pfarrer und Landrat Wolfgang Prechtl erstmals die Pattendorfer Gottestracht durchgeführt. Sie geht auf ein Gelöbnis zurück, das die Bewohner Pattendorfs gegen Ende des Zweiten Weltkriegs geschworen haben. Wenn Pattendorf von Kriegsschäden verschont bliebe, würden sie alljährlich eine feierliche Prozession mit vier Altären (ähnlich einer Fronleichnamsprozession) abhalten. Pattendorf wurde verschont, und so wird das Gelöbnis erfüllt: die Gottestracht wird seither jedes Jahr am zweiten Sonntag im August gefeiert. Seit 1982 findet auf Anregung des damaligen Pfarrers Sebastian Ruhland im Anschluss an die Prozession das Spitalfest statt.

### Christbaum und Osterrieder-Krippe

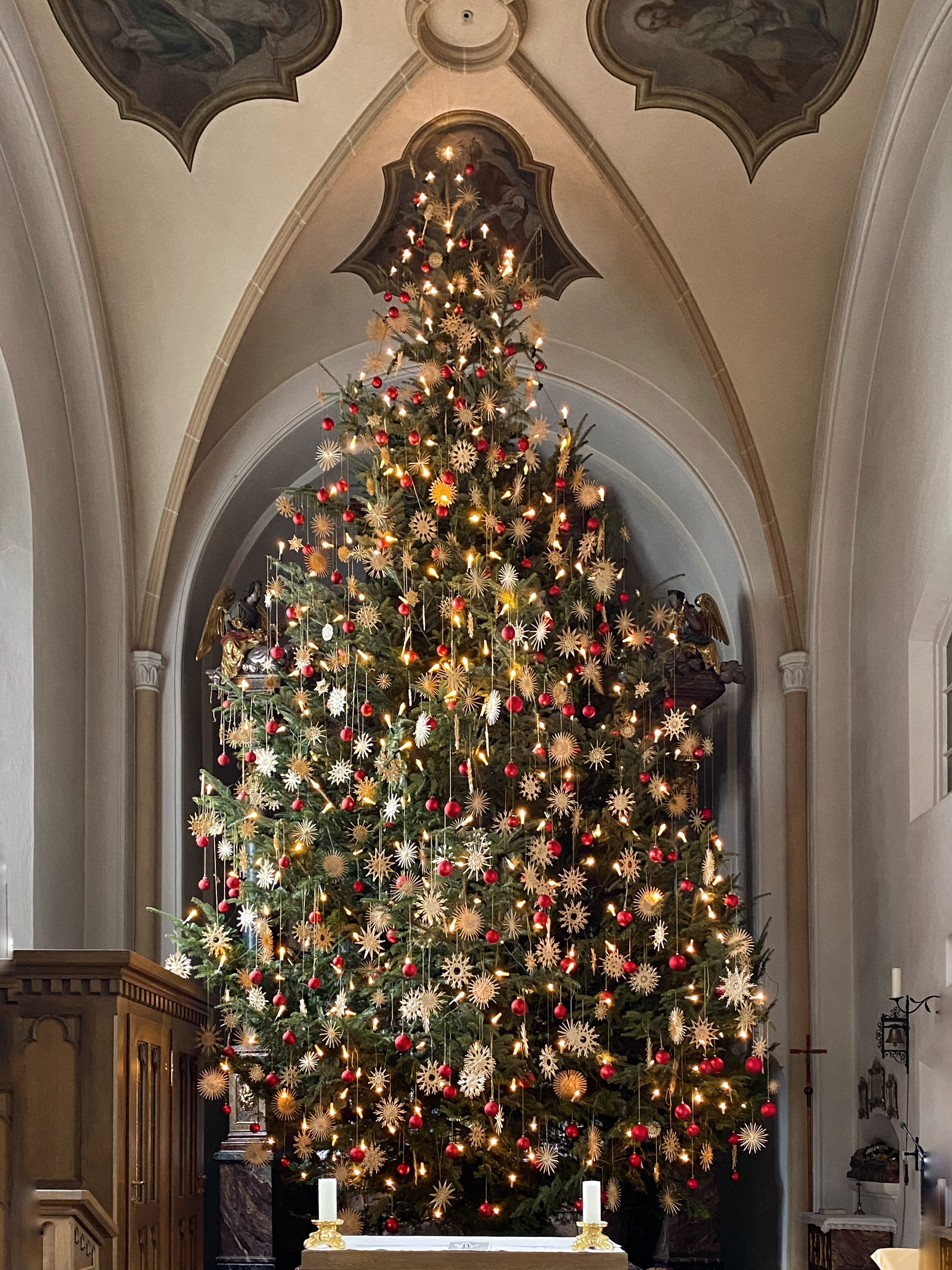
Christbaum in der Weihnachtszeit 2021–2022 in Pattendorf

Seit 1982 wird in der Spitalkirche alljährlich zur Weihnachtszeit ein rund neun Meter hoher Christbaum aufgestellt, der den Altarraum beinahe in ganzer Höhe ausfüllt. Dieser wird in aufwändiger Arbeit mit rund 300 elektrischen Kerzen, 300 matt roten Christbaumkugeln und 500 Strohsternen geschmückt. Die Kirche steht der Öffentlichkeit über mehrere Wochen hinweg zur Besichtigung des Christbaums offen.

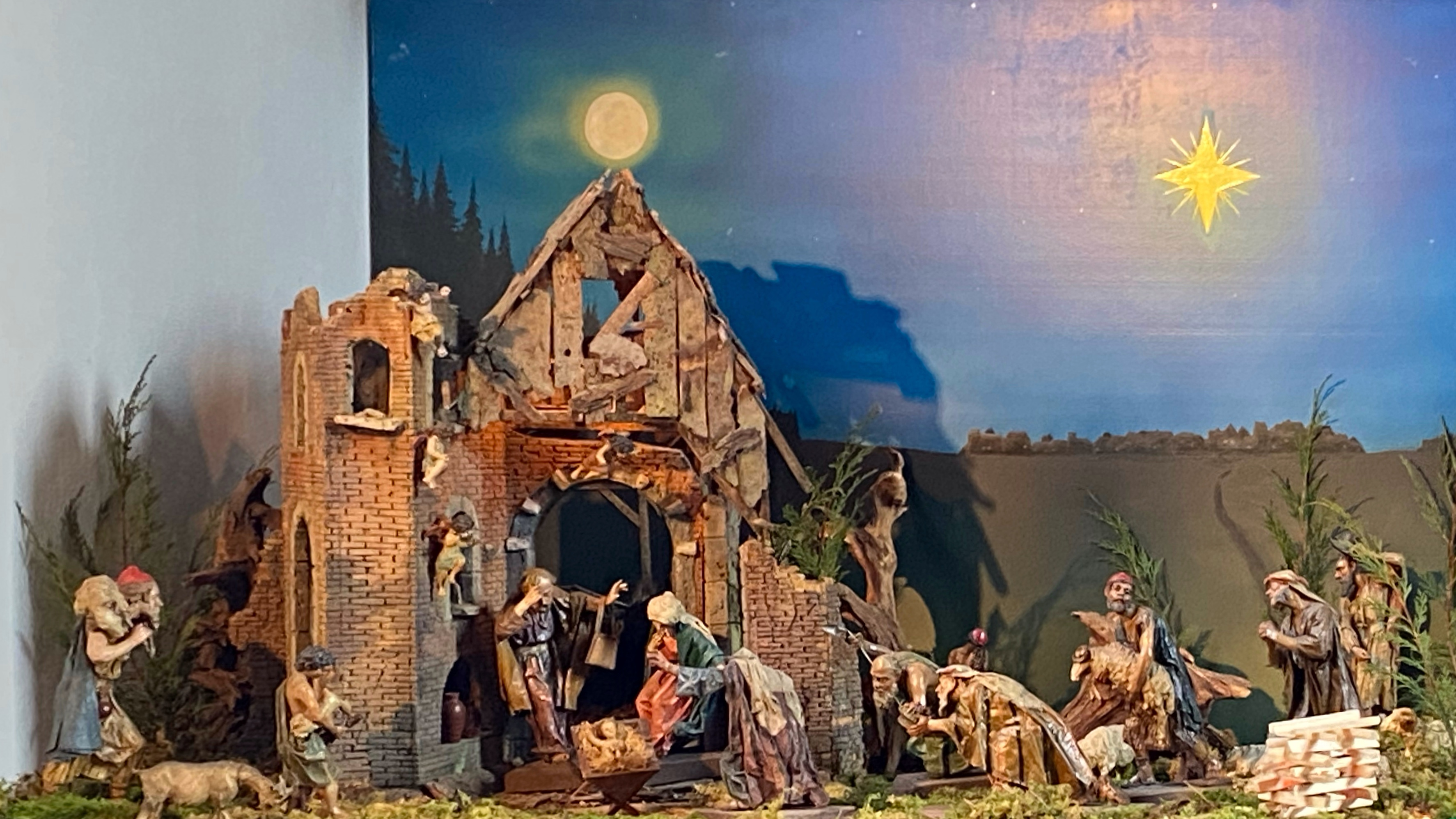
Weihnachtskrippe von Sebastian Osterrieder in der Spitalkirche Pattendorf (Januar 2022)

Außerdem ist eine Weihnachtskrippe des Bildhauers Sebastian Osterrieder zu sehen.